# Tecciztecatl
Tecciztecatl (IPA: [teksisˈtekat͡ɬ], come l'italiano Teksistékat e non [tet͡ʃiːt͡steˈkaːtəl]; il nome deriva da «tecciz[tli]-tēcatl», ovvero «Abitante della conchiglia»; anche chiamato Tecuciztecal o Tecuciztecatl), secondo la mitologia azteca, era una divinità lunare che rappresentava il vecchio "uomo-sulla-luna". Poteva essere il dio del sole, ma ebbe paura del suo fuoco, così fu Nanauatzin a diventare il dio del sole mentre Tecciztecatl (sotto forma di coniglio) fu immediatamente lanciato sulla luna. In alcune raffigurazioni porta una grande conchiglia sulla schiena, a rappresentare la luna stessa; in altre, ha ali di farfalla. Era figlio di Tlaloc e Chalchiuhtlicue.